# Marco Pinotti

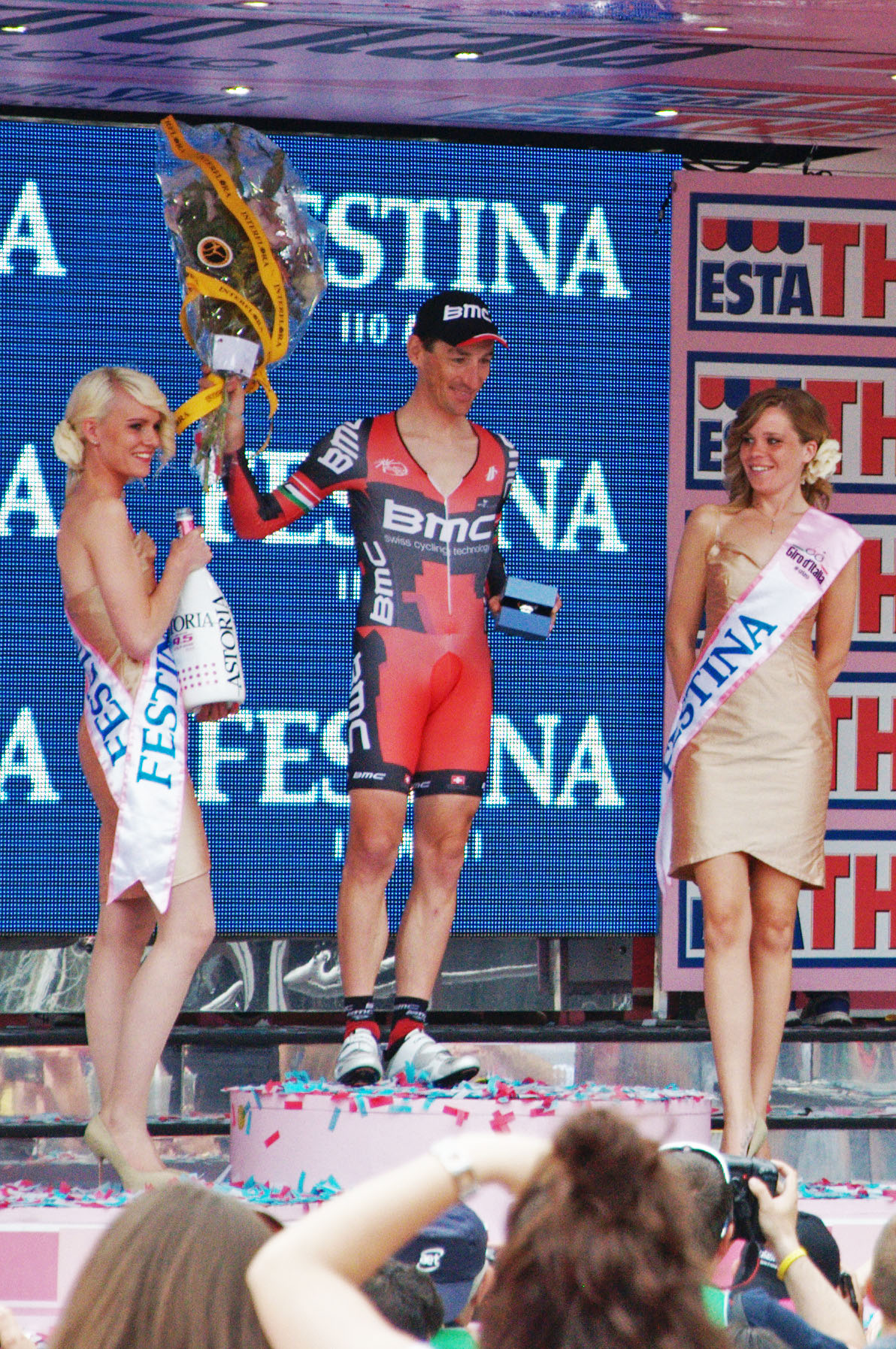
Marco Pinotti på podiet efter sin etappseger i Giro d'Italia 2012.

Marco Pinotti, född 25 februari 1976 i Osio Sotto, Lombardiet, är en italiensk professionell tävlingscyklist. Han tävlade 2007 för det tyska UCI ProTour-stallet T-Mobile Team, numera Team Columbia. Från och med 2012 cyklar Pinotti för det amerikanska stallet BMC Racing Team.

## Karriär
Marco Pinotti började tävlingscykla 1992 och som amatör vann han 28 tävlingar. 1999 blev han professionell med Lampre-Daikin och vann Grand Prix d'Europé med stallkamraten Raivis Belohvoščiks samma år. Han slutade femma i Polen runt året därpå. 
Pinotti blev tvåa efter belgaren Rik Verbrugghe på den etapp 15 av Tour de France 2001. Samma år i november opererade han sitt armbågsben och började träna i februari 2002. I april samma år kom Pinotto tillbaka till tävlandet.
Marco Pinotti vann den fjärde etappen på Baskien runt 2003 framför bland andra Alejandro Valverde Belmonte. 
Trots att Pinotti inte vann några etapper på Giro d'Italia 2007 fick han bära den rosa ledartröjan under fyra dagar.
Pinotti vann det italienska nationsmästerskapen i tempolopp 2005. År 2007 slutade han tvåa i tempoloppet, men blev senare utsedd till vinnare eftersom vinnaren av tävlingen, Luca Ascani, testades positivt för EPO under tävlingen.
Under säsongen 2008 vann Pinotti etapp 21, den avslutande, på Giro d'Italia. Tidigare samma år slutade han trea i Romandiet runts slutställning. I juni vann han de italienska nationsmästerskapen i tempolopp. Marco Pinotti slutade trea på den femte och sista etappen av Tour of Ireland efter František Raboň och Fredrik Ericsson. Han slutade 33 sekunder före Russel Downing, som bar ledartröjan under etappen, vilket innebar att han kunde överta tröjan efter etappen och därmed vinna tävlingen. I slutet av oktober slutade Pinotti tvåa på Firenze-Pistoia efter den dåvarande stallkamraten Andrij Grivko.
I april 2009 vann italienaren etapp 5 av Baskien runt genom en soloattack. Senare samma år slutade han trea på etapp 15 av Giro d'Italia 2009 bakom Leonardo Bertagnolli och Serge Pauwels. I juni vann han de italienska tempomästerskapen för fjärde gången i sin karriär. Marco Pinotti slutade tvåa på etapp 4 av Sachsen-Tour International um den Sparkassen-Cup bakom nederländaren Sebastian Langeveld. Han slutade på femte plats i slutställningen av Tour of Ireland bakom Russell Downing, Lars Petter Nordhaug, Matti Breschel och Aleksandr Kolobnev. Han slutade på fjärde plats på etapp 5 av Tour of Missouri; vilket ledde till att han slutade trea i tävlingens slutställning. Marco Pinotti slutade på femte plats i världsmästerskapens tempolopp bakom Fabian Cancellara, Gustav Larsson, Tony Martin och Tom Zirbel. Marco Pinotti vann uppvisningsloppet Coppa Lella Mentasti - GP Città di Stresa i oktober 2009.

## Meriter
2000
Etapp 5, Polen runt
2003
Etapp 4, Baskien runt
2004
Etapp 1, Tour de Langkawi - lagtempolopp
2005
 Nationsmästerskapens tempolopp
2007
 Nationsmästerskapens tempolopp (vinnaren Luca Ascani testades positivt för EPO)
2008
Etapp 21, Giro d'Italia
 Nationsmästerskapens tempolopp
Tour of Ireland
2009
Etapp 5, Baskien runt
 Nationsmästerskapens tempolopp
Coppa Lella Mentasti - GP Città di Stresa
2010
 Nationsmästerskapens tempolopp
2012
Etapp 21, Giro d'Italia

## Stall
- Team Polti (stagiaire) 1998
- Lampre-Daikin 1999–2004
- Saunier Duval-Prodir 2005–2006
- T-Mobile Team 2007
- Team Columbia 2008–2011
- BMC Racing Team 2012–